# Martina Anderson
Martina Anderson (ur. 16 kwietnia 1962 w Derry) – północnoirlandzka polityk, ochotniczka Prowizorycznej Irlandzkiej Armii Republikańskiej, członkini Sinn Féin, posłanka do Parlamentu Europejskiego VII, VIII i IX kadencji.

## Życiorys
Urodziła się w wielodzietnej rodzinie, jako druga spośród dziesięciorga dzieci swoich rodziców. W młodości działała w PIRA. Pierwszy raz została tymczasowo aresztowana w wieku 18 lat pod zarzutami nielegalnego posiadania broni palnej i spowodowania wybuchu. Zwolniono ją za kaucją po dwumiesięcznym osadzeniu w zakładzie karnym dla kobiet. Zatrzymano ją ponownie 24 czerwca 1985 w mieszkaniu w Glasgow razem z czterema innymi członkami IRA (w tym terrorystą Patrickiem Magee odpowiedzialnym za zamach bombowy na Grand Hotel w Brighton). 11 czerwca 1986 Martina Anderson została uznana winną planowania zamachów bombowych. W 1989 podczas osadzenia zawarła związek małżeński z również więzionym członkiem IRA. W 1994 przetransportowano ją do więzienia na terytorium Irlandii Północnej. Zwolnienie z zakładu karnego uzyskała 10 listopada 1998 po podpisaniu porozumienia wielkopiątkowego.
Martina Anderson zadeklarowała odcięcie się od mechanizmów przemocy. Zaangażowała się w działalność partii Sinn Féin, została etatową działaczką tego ugrupowania. W 2007 i w 2011 z okręgu wyborczego Foyle była wybierana w skład Zgromadzenia Irlandii Północnej. Od 2011 do 2012 wchodziła w skład regionalnego rządu w randze młodszego ministra. W 2012 objęła mandat posłanki do Europarlamentu, zastępując Bairbre de Brún, która zrezygnowała z zasiadania w PE. Martina Anderson przystąpiła do frakcji Zjednoczonej Lewicy Europejskiej i Nordyckiej Zielonej Lewicy. W 2014 i 2019 z powodzeniem ubiegała się o europarlamentarną reelekcję.
Mandat europosłanki utraciła z końcem stycznia 2020 w związku z brexitem. W następnym miesiącu powróciła do Zgromadzenia Irlandii Północnej. Zrezygnowała z mandatu w tym gremium w 2021.